# Форева
«Форева» — шестой студийный альбом российской панк-рок-группы «Наив». Выпущен 20 марта 2002 года.

## Об альбоме
Альбом начал записываться в декабре 2001-го в «Тон-студии „Союз“», где были записаны предыдущие два альбома — «Пост-алкогольные страхи» и «Оптом и в розницу». Презентация пластинки состоялась 20 апреля 2002 года в CDK МАИ. Альбом имел неплохую поддержку в средствах массовой информации — песня «Я не шучу» имела неплохие рейтинги в «Чартовой дюжине» «Нашего радио», а клип на неё ротировался на российском MTV. В записи этого альбома помимо вокалиста Чачи, ударника Снэйка и басиста Коляна принял участие новый гитарист — бывший участник группы «Тараканы!» Александр «Голый» Голант.

## Список композиций
| №                   | Название                          | Длительность |
| ------------------- | --------------------------------- | ------------ |
| 1.                  | «Я спокоен»                       | 2:50         |
| 2.                  | «Не хочу»                         | 2:16         |
| 3.                  | «Зима»                            | 2:55         |
| 4.                  | «Незнайка»                        | 2:19         |
| 5.                  | «Я не шучу (Love Song)»           | 3:14         |
| 6.                  | «Крошка (Teenage Song, часть 1)»  | 2:56         |
| 7.                  | «Какая жалость»                   | 2:02         |
| 8.                  | «Н.Л.О.»                          | 2:02         |
| 9.                  | «Жажда приключений»               | 3:42         |
| 10.                 | «Домой (часть 2)»                 | 0:29         |
| 11.                 | «Никогда (Teenage Song, часть 2)» | 3:16         |
| 12.                 | «Лето (автор — Майк Науменко)»    | 2:37         |
| Общая длительность: | Общая длительность:               | 30:38        |

## Участники записи
- Александр «Чача» Иванов — вокал (все, кроме 10).
- Дмитрий «Snake» Хакимов — ударные.
- Николай Богданов — бас-гитара, бэк-вокал, вокал (1 и 10).
- Александр «Голый» Голант — гитара, бэк-вокал.